# Sardoá
Sardoá este un oraș în Minas Gerais (MG), Brazilia.